# Ectropis marginata
Ectropis marginata är en fjärilsart som beskrevs av Barend J. Lempke 1970. Ectropis marginata ingår i släktet Ectropis och familjen mätare. Inga underarter finns listade i Catalogue of Life.